# Jabloňovce
Jabloňovce (Hongaars: Hontalmás) is een Slowaakse gemeente in de regio Nitra, en maakt deel uit van het district Levice.
Jabloňovce telt 206 inwoners.